# Витамин А
Витамин А је топљив у мастима односно уљима. Његово је деловање углавном последица везања за специфичне нуклеарне рецепторе, те тако касније утиче на синтезу специфичних протеина. Важан је за контролу раста и развоја епителног ткива, тј. за диференцијацију, те учествује у стварању видног пигмента. Тако његови недостаци носе разне поремећаје, од ноћног слепила до одређених кожних поремећаја. Уз то, значајан учинак витамина А произилази из његових антиоксидационих својстава (тако да се веже за слободне радикале у телу). Важно је, међутим, знати да највеће проблеме у телу витамин А може изазвати превеликим уношењем у организам. Тада долази до бројних токсичних учинака праћеним поремећајима у варењу, на кожи, костима и зглобовима.
Витамин А се у организму појављује у различитим облицима, па можемо говорити о скупу витамина А. Сви заједно припадају ретиноидима тј. дериватима ретиноичне киселине (естери, етери или алкохолни деривати). Витамин А у ужем смислу назива се ретинол или витамин А1. То је циклохексански прстен на којем су три –CH3 скупине и побочни ланац са четири двоструке везе, те примарном –OH групом. Ретинол је наранчасто вискозно уље. Овај се витамин отапа у алкохолу и биљним уљима док у води и глицеролу не. Топлота му може смањити активност, а релативно се брзо разграђује деловањем дневне и ултраљубичасте светлости. Тако данас постоје многе ствари које то онемогућују.
Главни извори витамина А су иначе јетра, млеко и млечни производи, маслац и риба. У ткиву животиња и морских риба је присутан у естерифицичном стању. У биљкама се налази као провитамин А или β-каротен. Из мркве је био изолован већ у 19. веку и назван је каротеном. Препоручена дневна количина овог витамина за одрасле особе износи 0,8-1,0 милиграма, док се код терапијске примене она знатно разликује.
Витамин А има врло важну улогу у организму. Суделује пре свега у синтези видног пигмента — родопсина — па тако делује против разних очних болести. Има изразит учинак на епително ткиво, па служи и у лечењу разних кожних болести.
Недостаци најчешће настају због неадекватне прехране или при хроничним болестима код којих је смањена апсорпција масти. Једна од хиповитаминоза је и ноћно слепило (никталопатија). Тако помањкање овог витамина смањује способност адаптације на таму. Та је адаптација хемијски процес у којем се ствара родопсин, а без витамина А то је немогуће. Знакови недостатка могу се опазити и на кожи.
Уколико се ретиноиди уносе у организам у количинама изразито већим од прописаних, долази до хипервитаминозе А. Код деце је то често последица самоиницијативне терапије родитеља. Код одраслих настаје након дуготрајног лечења кожних болести (нпр. акне, псоријаза) или дуготрајном аутомедикацијом). Уносом још већих количина долази до акутног тровања чији су симптоми љуштење коже, умор, несаница, едеми идр. При томе се вишак β-каротена акумулира у епидерму (како се више не може превести у витамин А) те она добија жућкасту боју.